# 텍트로닉스
텍트로닉스(Tektronix) 또는 텍(Tek)은 오실로스코프, 논리 분석기, 비디오 및 모바일 테스트 프로토콜 장비와 같은 테스트 및 측정 장치 제조로 가장 잘 알려진 미국 회사이다. 원래는 독립 회사였지만 현재는 다나허 코퍼레이션(Danaher Corporation)에서 분사된 포티브(Fortive)의 자회사이다.